# NACRA Championship 2005
La NACRA Rugby Championship de 2005 fue la 2ª edición del torneo que organiza la Confederación Norteamericana.
El campeón del torneo fue la selección de Barbados.
Fue parte del proceso clasificatorio a la Copa Mundial de Rugby de 2007.

## Resultados

### Pre-clasificación
| 28 de mayo | Santa Lucía | 36 - 25 | San Vicente y las Granadinas |  |  |

#### Posiciones
| Pos. | Equipo            | Encuentros | Encuentros | Encuentros | Encuentros | Tantos  | Tantos    | Tantos     | Puntos |
| Pos. | Equipo            | jugados    | ganados    | empatados  | perdidos   | a favor | en contra | diferencia | Puntos |
| ---- | ----------------- | ---------- | ---------- | ---------- | ---------- | ------- | --------- | ---------- | ------ |
| 1    | Barbados          | 3          | 3          | 0          | 0          | 133     | 30        | +103       | 9      |
| 2    | Guyana            | 3          | 2          | 0          | 1          | 143     | 48        | 95         | 7      |
| 3    | Trinidad y Tobago | 3          | 1          | 0          | 2          | 116     | 54        | + 54       | 5      |
| 4    | Santa Lucía       | 3          | 0          | 0          | 3          | 0       | 260       | -260       | 3      |

|  | Finalista |

| 8 de agosto | Guyana | 17 - 27 | Barbados |  |  |

| 8 de agosto | Santa Lucía | 0 - 82 | Trinidad y Tobago |  |  |

| 10 de agosto | Barbados | 25 - 13 | Trinidad y Tobago |  |  |

| 10 de agosto | Guyana | 97 - 0 | Santa Lucía |  |  |

| 13 de agosto | Barbados | 81 - 0 | Santa Lucía |  |  |

| 13 de agosto | Guyana | 29 - 21 | Trinidad y Tobago |  |  |

| Pos. | Equipo       | Encuentros | Encuentros | Encuentros | Encuentros | Tantos  | Tantos    | Tantos     | Puntos |
| Pos. | Equipo       | jugados    | ganados    | empatados  | perdidos   | a favor | en contra | diferencia | Puntos |
| ---- | ------------ | ---------- | ---------- | ---------- | ---------- | ------- | --------- | ---------- | ------ |
| 1    | Bahamas      | 3          | 2          | 0          | 1          | 50      | 32        | +18        | 7      |
| 2    | Islas Caimán | 3          | 2          | 0          | 1          | 42      | 37        | + 5        | 7      |
| 3    | Jamaica      | 3          | 1          | 1          | 1          | 23      | 31        | - 8        | 6      |
| 4    | Bermudas     | 3          | 0          | 1          | 2          | 31      | 46        | - 15       | 4      |

|  | Finalista |

| 5 de junio | Bahamas | 23 - 12 | Islas Caimán |  |  |

| 5 de junio | Jamaica | 10 - 10 | Bermudas |  |  |

| 8 de junio | Bahamas | 24 - 15 | Bermudas |  |  |

| 8 de junio | Islas Caimán | 18 - 8 | Jamaica |  |  |

| 11 de junio | Bahamas | 3 - 5 | Jamaica |  |  |

| 11 de junio | Islas Caimán | 12 - 6 | Bermudas |  |  |

### Final
| 1 de octubre | Barbados | 52 - 3 | Bahamas |  |  |